# Barcos saleiros
Een barcos saleiros is een Portugese platbodem.
Het schip is vernoemd naar het woord sal, dat zout betekent. Men gebruikte ze veel voor het verzamelen van zout. Ze hebben geen kiel, wel een hoge boeg in de vorm van een zwanenhals. De hoog opgekrulde voorsteven is bont beschilderd. De barcos saleiros hebben een minder gekromde voor en achtersteven dan de barcos moliceiros.